# Pavlov, Břeclav
Pavlov là một làng thuộc huyện Břeclav, vùng Jihomoravský, Cộng hòa Séc.